# Guarene
Guarene é uma comuna italiana da região do Piemonte, província de Cuneo, com cerca de 3.015 habitantes. Estende-se por uma área de 13 km², tendo uma densidade populacional de 232 hab/km². Faz fronteira com Alba, Barbaresco, Castagnito, Corneliano d'Alba, Piobesi d'Alba, Vezza d'Alba.

## Demografia
| Variação demográfica do município entre 1861 e 2011                               |
|                                                                                   |
| Fonte: Istituto Nazionale di Statistica (ISTAT) - Elaboração gráfica da Wikipedia |